# Kalatch-sur-le-Don
Ne doit pas être confondue avec Kalatch, ville russe de l'oblast de Voronej
Kalatch-sur-le-Don,(en russe : Калач-на-Дону, Kalatch-na-Donou) est une ville de l'oblast de Volgograd, en Russie, et le centre administratif du raïon Kalatchiovski. Sa population s'élevait à 26 211 habitants en 2013.

## Géographie
Kalatch-na-Donou se trouve sur le Don, à 69 km — 80 km par la route — à l'ouest de Volgograd.

## Histoire
La fondation de Kalatch-sur-le-Don remonte à 1708. Pendant la Seconde Guerre mondiale, Kalatch occupa une place importante pendant la bataille de Stalingrad. Au cours de l'opération Uranus, l'Armée rouge acheva à Kalatch l'encerclement de la 6e armée allemande. Le 23 novembre 1942, les fronts soviétiques opérèrent leur jonction à Kalatch, enfermant dans la poche de Stalingrad, large de 45 km, et profonde de 40, la 6e armée de Paulus et un corps d'armée de la 7e armée de Panzers, soit 22 divisions et 160 unités autonomes, c'est-à-dire 300 000 hommes.
Kalatch a le statut de ville depuis 1951.

## Population
Recensements (*) ou estimations de la population :
| 1959*  | 1970*  | 1979*  | 1989*  |
| ------ | ------ | ------ | ------ |
| 16 676 | 20 795 | 22 836 | 22 979 |

| 2002*  | 2010*  | 2012   | 2013   |
| ------ | ------ | ------ | ------ |
| 26 882 | 26 910 | 26 666 | 26 211 |